# Ceferino Quintana
Ceferino R. Quintana (* 12. August 1894; † 20. März 1977) war ein US-amerikanischer Politiker. Zwischen 1941 und 1942 fungierte er im Bundesstaat New Mexico als Vizegouverneur.

## Werdegang
Über die Jugend und Schulausbildung von Ceferino R. Quintana ist nichts überliefert. Er diente während des Ersten Weltkrieges als Private in der US Army. Nach dem Census von 1940 hatte er mit seiner Ehefrau Jacoba G. Quintana (1895–1964) drei Söhne: Pete (* 1925), Manuel (* 1928) und Arthur (* 1934). Die Familie lebte zur jenem Zeitpunkt in Las Vegas im San Miguel County. Politisch gehörte er der Demokratischen Partei an. 1940 nahm er als Delegierter an der Democratic National Convention in Chicago teil. Er wurde im selben Jahr zum Vizegouverneur von New Mexico gewählt – ein Posten, den er von 1941 bis 1942 bekleidete. 1965 war er Sheriff in Las Vegas. Er lebte zuletzt in Pecos im San Miguel County. Nach seinem Tod 1977 wurde sein Leichnam auf dem Santa Fe National Cemetery beigesetzt.